# Antoine Lascaris de Tende
Pour les articles homonymes, voir Lascaris (homonymie).
Antoine Lascaris de Tende, mort le 25 juillet 1546 à  Barbentane, est un prélat franco-italien du XVe siècle et du XVIe siècle.

## Biographie
Antoine  est fils de Thomas, conseigneur de Riez et de  Châteauneuf, près de Grasse, et  de Simonette d'Adorne.  Il est  un cousin germain de Jean-Antoine Lascaris comte de Tende et de Vintimille, lui-même le père d'Anne, épouse de René de Savoie. Antoine est aussi un neveu de Marc Lascaris de Tende, évêque de Riez. Les Lascaris de Vintimille sont issus des empereurs byzantins (Théodore II Lascaris), d'abord princes grecs et ensuite comtes de Tende en Provence.  
Il est  nommé en  1490  à l'évêché  de Riez après de la démission de son oncle Marc. Il  publie des ordonnances synodales en 1495 et 1513 et achève la nouvelle cathédrale de Riez. Il laisse le diocèse de Riez à son cousin germain Thomas et  passe successivement aux évêchés de Beauvais et de Limoges et de nouveau à Riez.

### Source
- Histoire générale de Provence, tome 1er, Paris, 1777